# Узинська волость (Васильківський повіт)
Узинська волость — історична адміністративно-територіальна одиниця Васильківського повіту (з 1919 року - Білоцерківського повіту) Київської губернії з центром у селі Узин.
Утворена у 1910-х роках виділенням з Блощинської волості.
На 1923 рік волость склададлася із 9 поселень, 2919 господарств. Населення становило 13 343 особи (6477 чоловічої статі та 6866 жіночої статі).
Поселення волості:
- Узин (село, 5929 мешканців)
- Узинська цукроварня (селище при заводі, 236 мешканців)
- Олійникова Слобода (село, 1548 мешканців)
- Янківка (село, 3794 мешканці)
- Вербове (хутір, 377 мешканців)
- Михайлівка (хутір, 880 мешканців)
- Низова (хутір, 247 мешканців)
- Ново-Благовіщення (хутір, 360 мешканців)
- Тарасівка (хутір, 872 мешканці)

Старшинами волості були:
- 1909-1910 роках — Парфентій Євминович Тупчій[1],[2];
- 1912 року — Карпо Давидович Семянівський[3].